# Grande Prêmio de Abu Dhabi de 2020
Grande Prêmio de Abu Dhabi de 2020 (formalmente denominado Formula 1 Etihad Airways Abu Dhabi Grand Prix) foi a décima sétima e última etapa do Campeonato Mundial de 2020 da Fórmula 1. Foi disputado em 13 de dezembro de 2020 no Circuito de Yas Marina, Abu Dhabi, Emirados Árabes Unidos e teve como vencedor o neerlandês Max Verstappen.

## Relatório

### Antecedentes
Hamilton está de volta
O heptacampeão, Lewis Hamilton testou negativo para o coronavírus e poderá retornar ao cockpit de sua Mercedes para a última etapa da temporada 2020 da Fórmula 1, neste fim de semana, em Abu Dhabi. O inglês havia perdido a última prova, em Sakhir, após apresentar resultado positivo para Covid-19. Com o retorno de Hamilton à Mercedes, o inglês George Russell, que havia sido seu substituto, voltará para a Williams.
Primeiro Treino Livre
Após ter sua estreia na Fórmula 1, no GP de Eifel, frustrada por causa do mau tempo, Mick Schumacher terá uma nova chance de guiar um carro da categoria em uma sessão oficial, no primeiro treino livre para o GP de Abu Dhabi, nesta sexta-feira. O atual campeão da Fórmula 2 assumirá o carro de Kevin Magnussen e participará da sessão ao lado do brasileiro, Pietro Fittipaldi, que substitui Romain Grosjean, afastado para se recuperar das lesões causadas pelo grave acidente no GP do Bahrein.

### Treino Classificatório

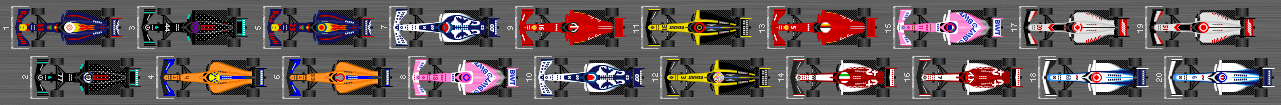
Grid de Largada

Q1
Q2
Q3

## Pneus
| Nome do composto | Cor | Banda de rolamento | Condições de Tempo | Dry Type                           | Aderência       | Longevidade   |
| ---------------- | --- | ------------------ | ------------------ | ---------------------------------- | --------------- | ------------- |
| Macio (C?)       |     | Slick (P Zero)     | Seco               | Soft                               | Mais aderência  | Menos durável |
| Médio (C?)       |     | Slick (P Zero)     | Seco               | Medium                             | Médio           | Médio         |
| Duro (C?)        |     | Slick (P Zero)     | Seco               | Hard                               | Menos aderência | Mais durável  |
| Intermediário    |     | Sulcos (Cinturato) | Molhado            | Intermediate (água não estagnante) | —               | —             |
| Chuva            |     | Sulcos (Cinturato) | Molhado            | Wet (água estagnante)              | —               | —             |

| Escolhas de Pneus de cada piloto para o GP de Abu Dhabi: | Escolhas de Pneus de cada piloto para o GP de Abu Dhabi: | Escolhas de Pneus de cada piloto para o GP de Abu Dhabi: | Escolhas de Pneus de cada piloto para o GP de Abu Dhabi: | Escolhas de Pneus de cada piloto para o GP de Abu Dhabi: | Escolhas de Pneus de cada piloto para o GP de Abu Dhabi: |
| -------------------------------------------------------- | -------------------------------------------------------- | -------------------------------------------------------- | -------------------------------------------------------- | -------------------------------------------------------- | -------------------------------------------------------- |
| Nº                                                       | Pilotos                                                  | Equipe(s)                                                | Duro                                                     | Médio                                                    | Macio                                                    |
| 44                                                       | Lewis Hamilton                                           | Mercedes                                                 |                                                          |                                                          |                                                          |
| 77                                                       | Valtteri Bottas                                          | Mercedes                                                 |                                                          |                                                          |                                                          |
| 5                                                        | Sebastian Vettel                                         | Ferrari                                                  |                                                          |                                                          |                                                          |
| 16                                                       | Charles Leclerc                                          | Ferrari                                                  |                                                          |                                                          |                                                          |
| 23                                                       | Alexander Albon                                          | Red Bull Racing-Honda                                    |                                                          |                                                          |                                                          |
| 33                                                       | Max Verstappen                                           | Red Bull Racing-Honda                                    |                                                          |                                                          |                                                          |
| 3                                                        | Daniel Ricciardo                                         | McLaren-Renault                                          |                                                          |                                                          |                                                          |
| 31                                                       | Esteban Ocon                                             | McLaren-Renault                                          |                                                          |                                                          |                                                          |
| 51                                                       | Pietro Fittipaldi                                        | Haas-Ferrari                                             |                                                          |                                                          |                                                          |
| 20                                                       | Kevin Magnussen                                          | Haas-Ferrari                                             |                                                          |                                                          |                                                          |
| 55                                                       | Carlos Sainz Jr.                                         | McLaren-Renault                                          |                                                          |                                                          |                                                          |
| 4                                                        | Lando Norris                                             | McLaren-Renault                                          |                                                          |                                                          |                                                          |
| 11                                                       | Sergio Pérez                                             | Racing Point-Mercedes                                    |                                                          |                                                          |                                                          |
| 18                                                       | Lance Stroll                                             | Racing Point-Mercedes                                    |                                                          |                                                          |                                                          |
| 7                                                        | Kimi Raikkonen                                           | Alfa Romeo-Ferrari                                       |                                                          |                                                          |                                                          |
| 99                                                       | Antonio Giovinazzi                                       | Alfa Romeo-Ferrari                                       |                                                          |                                                          |                                                          |
| 10                                                       | Pierre Gasly                                             | AlphaTauri-Honda                                         |                                                          |                                                          |                                                          |
| 26                                                       | Daniil Kvyat                                             | AlphaTauri-Honda                                         |                                                          |                                                          |                                                          |
| 6                                                        | Nicholas Latifi                                          | Williams-Mercedes                                        |                                                          |                                                          |                                                          |
| 63                                                       | George Russell                                           | Williams-Mercedes                                        |                                                          |                                                          |                                                          |

## Resultados

### Treino classificatório
| Pos.                      | Nº | Piloto             | Construtor            | Q1       | Q2        | Q3       | Grid |
| ------------------------- | -- | ------------------ | --------------------- | -------- | --------- | -------- | ---- |
| 1                         | 33 | Max Verstappen     | Red Bull Racing-Honda | 1:35.993 | 1:35.641  | 1:35.246 | 1    |
| 2                         | 77 | Valtteri Bottas    | Mercedes              | 1:35.699 | 1:35.527  | 1:35.271 | 2    |
| 3                         | 44 | Lewis Hamilton     | Mercedes              | 1:35.528 | 1:35.466  | 1:35.332 | 3    |
| 4                         | 4  | Lando Norris       | McLaren-Renault       | 1:36.016 | 1:35.849  | 1:35.497 | 4    |
| 5                         | 23 | Alexander Albon    | Red Bull Racing-Honda | 1:36.106 | 1:35.654  | 1:35.571 | 5    |
| 6                         | 55 | Carlos Sainz Jr.   | McLaren-Renault       | 1:36.517 | 1:36.192  | 1:35.815 | 6    |
| 7                         | 26 | Daniil Kvyat       | AlphaTauri-Honda      | 1:36.459 | 1:36.214  | 1:35.963 | 7    |
| 8                         | 18 | Lance Stroll       | Racing Point-Mercedes | 1:36.502 | 1:36.143  | 1:36.046 | 8    |
| 9                         | 16 | Charles Leclerc    | Ferrari               | 1:35.881 | 1:35.932  | 1:36.065 | 121  |
| 10                        | 10 | Pierre Gasly       | AlphaTauri-Honda      | 1:36.545 | 1:36.282  | 1:36.242 | 9    |
| 11                        | 31 | Esteban Ocon       | Renault               | 1:36.783 | 1:36.359  | N/A      | 10   |
| 12                        | 3  | Daniel Ricciardo   | Renault               | 1:36.704 | 1:36.406  | N/A      | 11   |
| 13                        | 5  | Sebastian Vettel   | Ferrari               | 1:36.655 | 1:36.631  | N/A      | 13   |
| 14                        | 99 | Antonio Giovinazzi | Alfa Romeo-Ferrari    | 1:37.075 | 1:38.248  | N/A      | 14   |
| 15                        | 11 | Sergio Pérez       | Racing Point-Mercedes | 1:36.555 | Sem tempo | N/A      | 202  |
| 16                        | 7  | Kimi Räikkönen     | Alfa Romeo-Ferrari    | 1:37.555 | N/A       | N/A      | 15   |
| 17                        | 20 | Kevin Magnussen    | Haas-Ferrari]         | 1:37.836 | N/A       | N/A      | 192  |
| 18                        | 63 | George Russell     | Williams-Mercedes     | 1:38.045 | N/A       | N/A      | 16   |
| 19                        | 51 | Pietro Fittipaldi  | Haas-Ferrari          | 1:38.173 | N/A       | N/A      | 17   |
| 20                        | 6  | Nicholas Latifi    | Williams-Mercedes     | 1:38.443 | N/A       | N/A      | 18   |
| Tempo dos 107%:: 1:42.214 |    |                    |                       |          |           |          |      |
| Source:                   |    |                    |                       |          |           |          |      |

Notas
- ↑1  – Charles Leclerc perde três posições no grid de largada por ter causado o incidente com Sergio Pérez na corrida anterior.
- ↑2  - Sergio Pérez e Kevin Magnussen são obrigados a começar da parte de trás da rede por exceder suas cotas de elementos de unidade de energia.

### Corrida
| 1                                                                    | 33 | Max Verstappen     | Red Bull Racing-Honda     | 55 | 1:36:28.645 | 1  | 25 |
| 2                                                                    | 77 | Valtteri Bottas    | Mercedes                  | 55 | +15.976s    | 2  | 18 |
| 3                                                                    | 44 | Lewis Hamilton     | Mercedes                  | 55 | +18.415s    | 3  | 15 |
| 4                                                                    | 23 | Alexander Albon    | Red Bull Racing-Honda     | 55 | +19.987s    | 5  | 12 |
| 5                                                                    | 4  | Lando Norris       | McLaren-Renault           | 55 | +60.729s    | 4  | 10 |
| 6                                                                    | 55 | Carlos Sainz Jr.   | McLaren-Renault           | 55 | +65.662s    | 6  | 8  |
| 7                                                                    | 3  | Daniel Ricciardo   | Renault                   | 55 | +73.748s    | 11 | 73 |
| 8                                                                    | 10 | Pierre Gasly       | AlphaTauri-Honda          | 55 | +89.718s    | 9  | 4  |
| 9                                                                    | 31 | Esteban Ocon       | Renault                   | 55 | +101.069s   | 10 | 2  |
| 10                                                                   | 18 | Lance Stroll       | Racing Point-BWT Mercedes | 55 | +102.738s   | 8  | 1  |
| 11                                                                   | 26 | Daniil Kvyat       | AlphaTauri-Honda          | 55 | +1 volta    | 7  |    |
| 12                                                                   | 7  | Kimi Räikkönen     | Alfa Romeo-Ferrari        | 55 | +1 volta    | 15 |    |
| 13                                                                   | 16 | Charles Leclerc    | Ferrari                   | 55 | +1 volta    | 12 |    |
| 14                                                                   | 5  | Sebastian Vettel   | Ferrari                   | 55 | +1 volta    | 13 |    |
| 15                                                                   | 63 | George Russell     | Williams-Mercedes         | 55 | +1 volta    | 16 |    |
| 16                                                                   | 99 | Antonio Giovinazzi | Alfa Romeo-Ferrari        | 55 | +1 volta    | 14 |    |
| 17                                                                   | 6  | Nicholas Latifi    | Williams-Mercedes         | 55 | +1 volta    | 18 |    |
| 18                                                                   | 20 | Kevin Magnussen    | Haas-Ferrari              | 55 | +1 volta    | 20 |    |
| 19                                                                   | 51 | Pietro Fittipaldi  | Haas-Ferrari              | 55 | +2 voltas   | 17 |    |
| Ret                                                                  | 11 | Sergio Pérez       | Racing Point-BWT Mercedes | 12 | Motor       | 19 |    |
| Volta mais Rapída: Daniel Ricciardo (Renault) – 1:40.926 (55º volta) |    |                    |                           |    |             |    |    |
| Fonte:                                                               |    |                    |                           |    |             |    |    |

Notas
- ↑3  – Inclui um ponto para a volta mais rápida.

## Curiosidades
- Último GP: Kevin Magnussen (até 2022), Daniil Kvyat e Pietro Fittipaldi; Também foi a última corrida disputada pelas equipes Racing Point (vendida à Aston Martin) e Renault (vendida à Alpine).
- Últimas corridas de Sebastian Vettel na Ferrari, Carlos Sainz Jr. na McLaren, Daniel Ricciardo na Renault (Alpine) e de Sergio Pérez na Racing Point (Aston Martin).
- A equipe Haas faz a sua 100º corrida na Fórmula 1.
- Foi a primeira e única pole de um motor não-Mercedes na temporada (Honda)
- Única pole position de Max Verstappen e da Red Bull na temporada.
- Última corrida transmitida pela Rede Globo após 40 anos consecutivos até o seu retorno definitivo no Grande Prêmio da Austrália de 2026, com transmissão vendida à Rede Bandeirantes de 2021 à 2025.
- Última corrida no traçado utilizado desde 2009.

## Voltas na liderança
| Nº de Voltas | Piloto         | Voltas |
| ------------ | -------------- | ------ |
| 55           | Max Verstappen | 1-55   |

## 2020DHLFastest Pit Stop Award

### Resultado
| 1      | 33 | Max Verstappen     | Red Bull-Honda            | 2.36 | 25 |
| 2      | 6  | Nicholas Latifi    | Williams-Mercedes         | 2.48 | 18 |
| 3      | 31 | Esteban Ocon       | Renault                   | 2.49 | 15 |
| 4      | 77 | Valtteri Bottas    | Mercedes                  | 2.52 | 12 |
| 5      | 4  | Lando Norris       | McLaren-Renault           | 2.58 | 10 |
| 6      | 99 | Antonio Giovinazzi | Alfa Romeo Racing-Ferrari | 2.61 | 8  |
| 7      | 23 | Alexander Albon    | Red Bull-Honda            | 2.62 | 6  |
| 8      | 44 | Lewis Hamilton     | Mercedes                  | 2.91 | 4  |
| 9      | 63 | George Russell     | Williams-Mercedes         | 2.92 | 2  |
| 10     | 18 | Lance Stroll       | Racing Point-BWT Mercedes | 2.95 | 1  |
| Fonte: |    |                    |                           |      |    |

### Classificação
| Tabela do DHL Fastest Pit Stop Award \| Pos \| Construtor \| Pontos \| \| --- \| ------------------------- \| ------ \| \| 1 \| Red Bull-Honda \| 555 \| \| 2 \| Williams-Mercedes \| 264 \| \| 3 \| Mercedes \| 253 \| \| 4 \| Alfa Romeo Racing-Ferrari \| 158 \| \| 5 \| Renault \| 123 \| \| 6 \| AlphaTauri-Honda \| 107 \| \| 7 \| McLaren-Renault \| 101 \| \| 8 \| Ferrari \| 79 \| \| 9 \| Racing Point-BWT Mercedes \| 74 \| \| 10 \| Haas-Ferrari \| 3 \| |                           |        |
| Pos | Construtor                | Pontos |
| 1 | Red Bull-Honda            | 555    |
| 2 | Williams-Mercedes         | 264    |
| 3 | Mercedes                  | 253    |
| 4 | Alfa Romeo Racing-Ferrari | 158    |
| 5 | Renault                   | 123    |
| 6 | AlphaTauri-Honda          | 107    |
| 7 | McLaren-Renault           | 101    |
| 8 | Ferrari                   | 79     |
| 9 | Racing Point-BWT Mercedes | 74     |
| 10 | Haas-Ferrari              | 3      |

## Tabela do campeonato após a corrida
Somente as cinco primeiras posições estão incluídas nas tabelas.
| Pos | Piloto           | Pontos | Var |
| --- | ---------------- | ------ | --- |
| 1   | Lewis Hamilton   | 347    | 0   |
| 2   | Valtteri Bottas  | 223    | 0   |
| 3   | Max Verstappen   | 214    | 0   |
| 4   | Sergio Pérez     | 125    | 0   |
| 5   | Daniel Ricciardo | 119    | 0   |

| Pos | Construtor                | Pontos | Var |
| --- | ------------------------- | ------ | --- |
| 1   | Mercedes                  | 573    | 0   |
| 2   | Red Bull Racing-Honda     | 319    | 0   |
| 3   | McLaren-Renault           | 202    | 1   |
| 4   | Racing Point-BWT Mercedes | 195    | 1   |
| 5   | Renault                   | 181    | 0   |